# Wrzosowo (powiat kołobrzeski)
Wrzosowo – wieś sołecka w Polsce położona w województwie zachodniopomorskim, w powiecie kołobrzeskim, w gminie Dygowo. Wieś oddalona 10 km od Karlina i 2 km od płynącej tutaj rzeki Parsęty.
Według danych z 1 stycznia 2011 r. wieś miała 794 mieszkańców.

## Historia
Po raz pierwszy znajdujemy wzmianki o Wrzosowie w 1240 r. Wynikają one z dokumentów biskupa von Cammina, któremu książę Barnim I powierzył Stargard i wieś koło Kołobrzegu – Vressow.
 Kolejny dokument biskupa kamieńskiego Hermanna von Gleichena z 1263 roku informuje o uposażeniu kościoła we Wrzosowie oraz o przyłączeniu do parafii miejscowości: Lubiechowo, Kłopotowo, Piotrowice, Jazy, Łykowo i Połomino.
 Od 1276 roku Wrzosowo stanowiło część uposażenia kapituły kolegiackiej w Kołobrzegu, potwierdzonego przez biskupa Hermanna von Gleichena.
W latach 1946–54 siedziba gminy Wrzosowo.

## Zabytki
- kościół pw. Przemienienia Pańskiego z XIII w., przebudowany w XIX wieku na styl gotycki z elementami romańskimi – wyposażenie kościoła stanowią cenne zabytki ruchome[4]. Kościół pw. Przemienienia Pańskiego (parafialny), zbudowany w XIII wieku, orientowany, położony jest we wsi, przy drodze Białogard – Kołobrzeg, otoczony drzewami i ogrodzeniem. Znajdujący się obok kościoła stary cmentarz, otoczony smukłymi lipami, został zamknięty w 1929 roku i przeniesiony w inne miejsce, na tzw. „Brandstatte”. Na nowym cmentarzu jako pierwszy został pochowany owczarz August Kohlhase. Całkowita długość kościoła wynosi 23 m zaś szerokość 11,1 m. Kościół został mocno przebudowany na przełomie XV i XVI wieku, natomiast w wieku XIX został poddany powszechnie wówczas przeprowadzanym pracom restauracyjnym. Zachował jednak cechy gotyckie niektórych elementów swej architektonicznej bryły.
 Jest to świątynia jednonawowa, na rzucie prostokąta, z prezbiterium wydzielonym, zakończonym trójbocznie, z otworami okiennymi zakończonymi ostrym łukiem. Od strony północnej posiada dobudowaną zakrystię. Usytuowana od strony zachodniej trzykondygnacyjna wieża, na planie prostokąta z dwoma rzędami blend, jest kryta dachem siodłowym. Wieża kościoła usytuowana jest w ten sposób, że elewacje szczytowe znajdują się od strony północnej i południowej.
 Z dawnych dzieł sztuki niewiele zostało, ponieważ kościół podczas wojen XVII w. był wielokrotnie plądrowany. W 1883 roku wybudowano nowe organy z miejscem dla chóru. Do bezcennych zabytków sztuki sakralnej, stanowiących od wieków wyposażenie tego kościoła i zachowanych do dziś, należą: chrzcielnica z drzewa dębowego z 1634 roku; drewniana barokowa ambona z figurami przedstawiającymi apostołów (aktualnie przeniesiona do kościoła w Mierzynie). W 1925 roku do kościoła ewangelickiego Pomorza należało 97,7% mieszkańców Wrzosowa. Wieś była wówczas czysto ewangelicka. Do Kościoła rzymskokatolickiego należało wtedy tylko 8 osób.
- park (nr rej.: 976 z 28.01.1978) w kompleksie pałacowo-parkowym. Na terenie parku znajdował się pałac z zabudowaniami gospodarczymi. W 1929 roku obejmował on 487,67 ha i liczył w 1925 roku 169 mieszkańców. Zajęcie znalazły tutaj 24 rodziny, z których 12 mieszkało we dworze. Do posiadłości ziemskich w 1939 roku należało 513,5 ha, w tym grunty orne, łąki, pastwiska i lasy.
 Posiadłość specjalizowała się w hodowli bydła i trzody chlewnej. Mleko odprowadzano do mleczarni, która znajdowała się blisko dworca. Znane wówczas było wspaniałe wrzosowskie mleko pod nazwą „Vorzugsmilch”. Wysyłane było nawet w butelkach do Kołobrzegu. Oprócz tego majątek posiadał własną gorzelnię. Dwór w 1814 roku nabył kupiec z Kołobrzegu Schroeder. Po jego śmierci, w 1890 r., dwór zakupił szczeciński fabrykant August Ahrens. W 1909 roku przeszedł w ręce Macha, który sprzedał go Heinrichowi von Enckevort. W 1921 roku przekazał on swojemu synowi Ulrichowi von Enckevort, który zarządzał nim do 1945 roku.
Pod koniec II wojny światowej istniejący niegdyś pałac został doszczętnie spalony (w chwili oswobodzenia) przez jeńców francuskich, jako symboliczny akt odwetu za okrutne traktowanie, kiedy pracowali we Wrzosowie w charakterze robotników[5].

inne
- krajobrazowy park dworski z XIX wieku o powierzchni 3 ha (lipy, buki, świerki). Na terenie miejscowości znajdują się też dwa pomniki przyrody – lipa drobnolistna (obw. 410 cm, wys. 27 m), dąb szypułkowy (obw. 461 cm, wys. 25 m). Park pałacowy naturalistyczny we Wrzosowie istnieje prawdopodobnie ok. 90 lat. Został założony przez byłych właścicieli niemieckiej rodziny Enckevort.
 Główną arterię parkową stanowiła szeroka, obsadzona drzewami i żywopłotami dookolna droga spacerów konnych. Do drogi okólnej dochodziły dwa główne ciągi spacerowe, przecinające park. W przestrzeniach między drogami mieściły się trawniki, nieregularne skupiska drzew i krzewów liściastych oraz iglastych. Przypuszcza się, że oprócz obecnie rosnących tu starych drzew, było wiele ciekawych gatunków obcego pochodzenia, które uległy zagładzie. Reliktem dawnego drzewostanu są wiąz płaczący i wejmutka. Obecnie w parku rośnie ok. 500 drzew w wieku od 70–100 lat, jedynym wyjątkiem jest okazały dąb szypułkowy o obwodzie 5 m, który może mieć ok. 200 lat. Przeważają tu lipy drobnolistne występujące zarówno pojedynczo jak i w grupach. Poza tym w parku rosną robinie akacjowe, jesiony pospolite, brzozy, dęby i świerki. W bardzo skąpym podszycie występuje w przewadze bez oraz nieliczne egzemplarze krzewuszki kwiecistej.
- chałupa z początku XX w.
- chałupy ryglowane z pierwszej i drugiej poł. XIX w.
- chlew z pierwszej połowy XIX w.
- stodoła z 1820 r.
- chałupy ryglowane z pierwszej i drugiej poł. XIX w.